# A Taste of Ra (musikalbum)
A Taste of Ra är Nicolai Dungers självbetitlade debutalbum under epitetet A Taste of Ra, utgivet på skivbolaget Häpna! 2005.

## Låtlista
1. "Lovearth Song..." - 4:59
2. "Indian Love Call" - 0:46
3. "Prowl Round About Blues" - 5:11
4. "Miracle Wait" - 1:31
5. "Wind and the Mountain III" -	1:37
6. "Ride Your Smile" - 2:25
7. "Indian Love Calls Again" - 1:53
8. "Can You?" - 3:37
9. "Final Embrace" - 3:10
10. "...Break It Down Lovearth" - 3:41
11. "Hidden Reminder" - 2:24

## Mottagande
Sonic gav betyget 8/10 och skrev: "På typiskt Dunger-manér låter det på en och samma gång både noggrant arrangerat och skevt improviserat, hypnotiskt transcendent och drucket ostyrigt, fågelkvitterfriskt och plågat svart. Alltsammans i en trivsamt spartansk lo-fi-produktion med stor öppenhet för spontanitet".
Dagens skiva gav betyget 7/10 och Svenska Dagbladet 2/6.